# Marlierea cordata
Marlierea cordata är en myrtenväxtart som beskrevs av Joáo Rodrigues de Mattos. Marlierea cordata ingår i släktet Marlierea och familjen myrtenväxter. Inga underarter finns listade i Catalogue of Life.